# Onthophagus inermiceps
Onthophagus inermiceps là một loài bọ cánh cứng trong họ Bọ hung (Scarabaeidae).